# Qol-Şärif
Qolşärif (... – Kazan', 2 ottobre 1552) è stato un politico, religioso e poeta tataro.

## Biografia
Qolşärif (in tataro Колшәриф), o Qol-Sharif (in russo Кул Шариф?, Kul Šarif), era un leader politico e religioso (seyid) del khanato di Kazan', di cui fu l'ultimo imam prima dell'annessione da parte dello zar Ivan IV, il Terribile, e poeta della lingua tatara antica.
Partecipò ad alcune missioni diplomatiche per conto dei khan di Kazan' in Moscovia e vi ci svolse trattative per l'indipendenza del khanato.
Nel 1552 fu uno dei leader della difesa di Kazan' dalle truppe Russe di Ivan il Terribile. Ha inoltre partecipato ai negoziati con i rappresentanti Russi in Sviyajsk (Zoya). Dopo che iniziò l'assedio di Kazan' (1552), organizzò un gruppo di shakird (studenti) e difese il palazzo del Khan. Fu ucciso durante la battaglia, che vide la caduta della città il 2 ottobre 1552.
Successivamente, quattro suoi poemi furono inclusi nel "Libro di Baqırğan". Il lascito letterario di Qolşärif fu pubblicato nel "İ küñel, bu dönyadır" ("Oh, terra, sia questo il mondo..."), una raccolta di versi (Kazan', 1997). Si ritiene che sia sua anche il dastan "Qíssai Xöbbi xuca", che fu pubblicato nel 1889.